# 阿拉楚阿 (佛罗里达州)
阿拉楚阿（英語：Alachua），是美国佛罗里达州下属的一座城市。建立于1905年。面积约为75.2平方公里（约合29平方英里）。根据2010年美国人口普查，该市有人口9,059人。论人口在本州排行第168。